# Epipaläolithikum
Das Epipaläolithikum war eine Übergangszeit in der technologischen Entwicklung des Menschen vom Paläolithikum zum Neolithikum, also von der Lebensweise der altsteinzeitlichen Jäger und Sammler zu derjenigen bäuerlicher Kulturen der Jungsteinzeit. Benutzt wird dieser Begriff für solche Regionen, die nicht oder kaum vom Wechsel zwischen den Eiszeiten mit mächtigen Eisschilden und wärmeren Zwischeneiszeiten geprägt wurden. Wenn überhaupt, wirkte sich dieser Wechsel in den südlicheren Breiten als eine Abfolge von Regen- gegenüber Trockenperioden aus. Das war vor allem in Nordafrika, der Levante und in Südeuropa sowie im Norden Indiens und Süden Afghanistans der Fall. Nördlich der Alpen wird für den Zeitraum ab dem Beginn des Holozäns um 9.600 v. Chr. der Begriff Mittelsteinzeit (Mesolithikum) benutzt.

## Regionale und zeitliche Abläufe

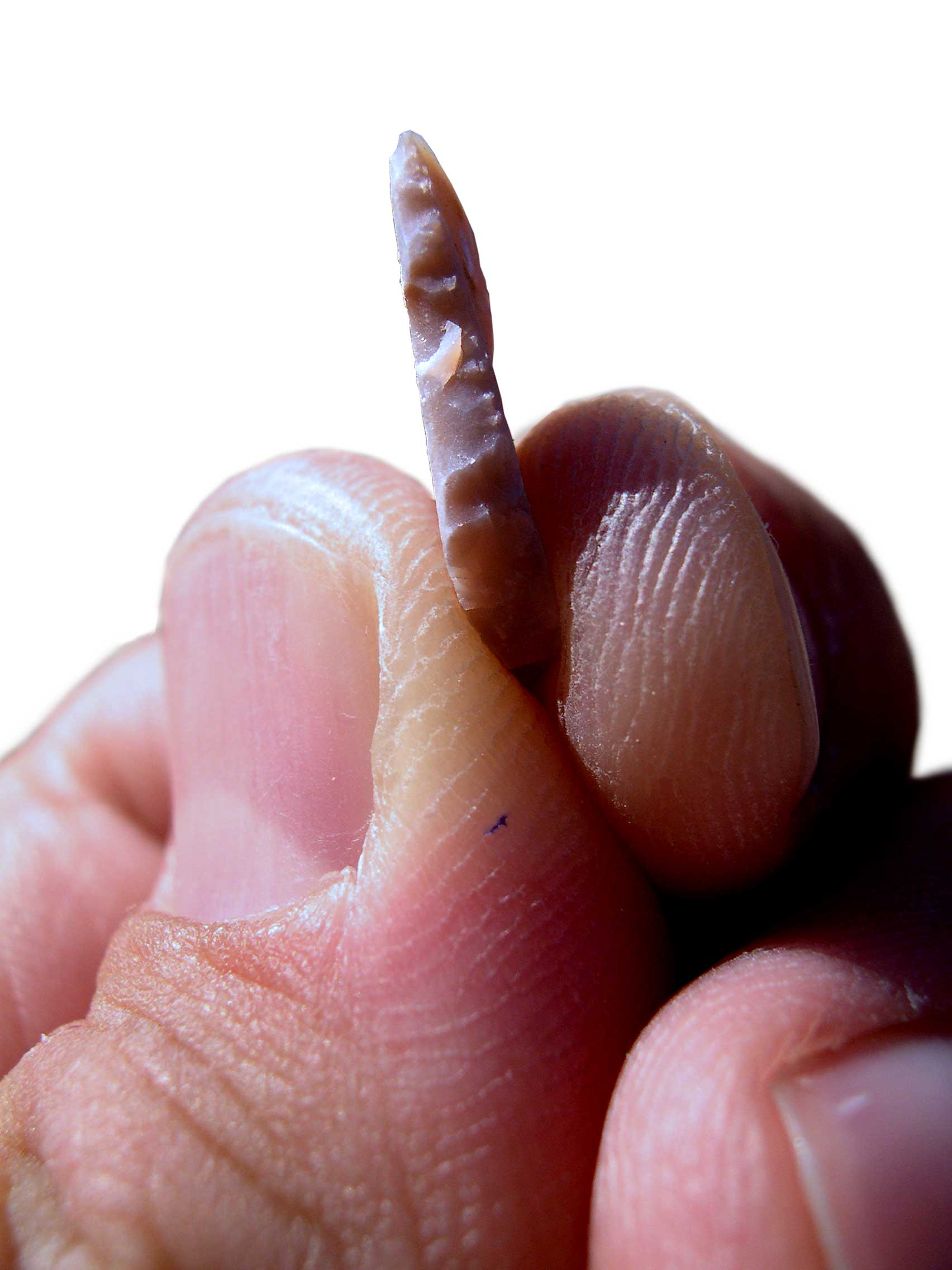
Mikrolith

Das Epipaläolithikum begann regional verschieden vor etwa 20.000 Jahren und endete – ebenfalls regional stark unterschiedlich – mit dem Beginn des Neolithikums. Genutzt wird dieser Begriff im westlichen bzw. mediterranen Kulturbereich vor allem im Nahen Osten, Anatolien und auf Zypern sowie in Nordafrika, also in Gebieten, die sehr früh in den Prozess der Neolithisierung eintraten. Der im nördlichen Mitteleuropa mit dem postglazialen Klimawandel beginnende Prozess der Wiederbewaldung wirkte sich im Vorderen Orient in Form mehrerer stark arider Klimaphasen aus. Dadurch wurde in diesen Gebieten der wirtschaftliche Wandel („Neolithische Revolution“) beschleunigt. Archäologische Kulturen dieser Region sind das Natufien (Levante) und das Präkeramische Neolithikum (Südanatolien, Zypern, Israel, Libanon, Syrien).
Auch in Südeuropa – besonders im romanischen Sprachraum – wird der Begriff Epipaläolithikum verwendet. Er umfasst hier die archäologischen Kulturen des Spätglazials am Ende der Würmeiszeit, wie das Azilien. Das Ende des Epipaläolithikums wird mit dem Beginn des Neolithikums um 6000 v. Chr. markiert.
Ein Epipaläolithikum gibt es außerdem noch in Südasien, besonders in Sri Lanka, wo es nach archäologischen Befunden möglicherweise schon ab 30.000 BP einsetzt, und im Hindukusch Afghanistans zwischen 15.000 und 10.000 v. Chr. Es deckt sich also ebenfalls nicht mit dem europäischen Mesolithikum und reicht etwa in Nordafrika, wo das Ibéromaurusien als Hauptvertreter anzusehen ist, von 20.000 BP bis 8000 v. Chr. oder später.

## Werkzeugformen
Die epipaläolithischen Jäger und Sammler nutzten Feuerstein- oder Obsidian-Werkzeuge und Waffen, bei deren Herstellung sogenannte Mikrolithen bevorzugt verwendet wurden. Sie sind für jene Periode die typischen Leitformen und oft ausschlaggebend für den archäologischen Befund. Diese sehr kleinen, retuschierten, teils geometrischen Klingenbruchstücke oder Mikroklingen wurden mit Birkenpech, Teer oder Leim in hölzernen Schäften befestigt (Speere, Messergriffe, Sicheln usw.). Die Lebensweise war noch vorwiegend nomadisch, doch zeigt sich gegen Ende auch eine beginnende bäuerliche Lebensweise, denn man findet nun auch Reib- und Mahlsteine, wie sie zur Herstellung von Mehl benötigt wurden. Im Nahen Osten verkörpert das Natufien den Übergang vom Epipaläolithikum zum Neolithikum.

## Fundorte des Epipaläolithikums
- Kharaneh IV (Jordanien)
- Aetokremnos (Zypern)
- Combe Capelle (Frankreich)
- Ohalo II (Israel)
- Valcamonica (Italien)
- Göbekli Tepe (Türkei)